# Rue de la Crèche (Paris)
Pour les articles homonymes, voir Rue de la Crèche.
La rue de la Crèche est une voie du 17e arrondissement de Paris, en France.

## Situation et accès
La rue de la Crèche est une voie située dans le 17e arrondissement de Paris. Elle débute au 142, rue de Saussure et se termine en impasse.

## Origine du nom

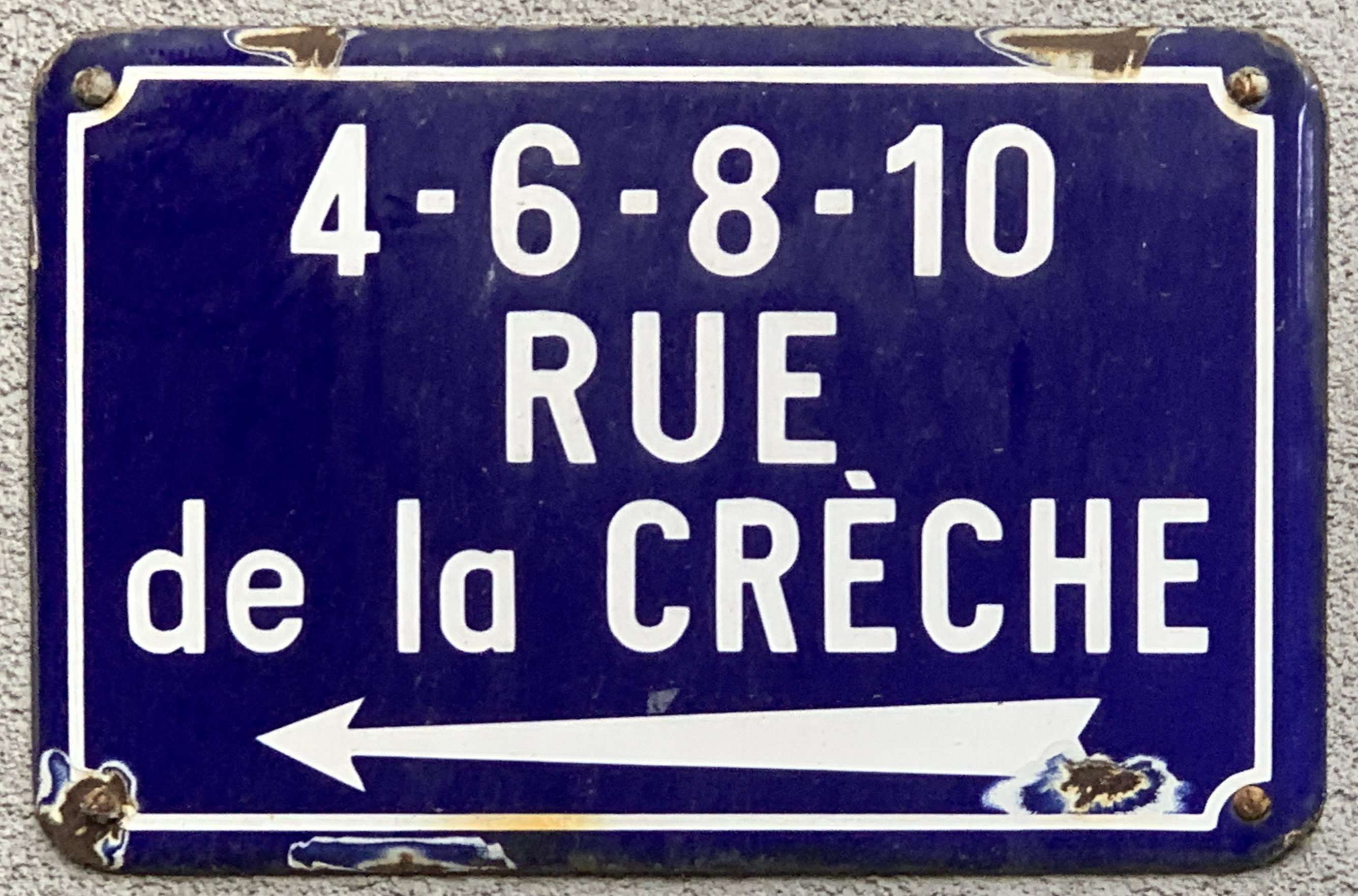
Plaque de la rue.

Cette voie porte ce nom car elle conduit à une crèche. 

## Historique
Cette voie intérieure, située à l'intérieur de l'ensemble immobilier situé rue de Saussure, a pris sa dénomination par arrêté municipal du 9 juillet 1984.